# Woodley
Woodley è una cittadina di 26 439 abitanti della contea del Berkshire, in Inghilterra.